# فيتا شامبرز
فيتا شامبرز هي مغنية كندية، ولدت في 10 يونيو 1993 في فانكوفر في كندا.

## وصلات خارجية
- الموقع الرسمي